# Josep Maria Barnadas
Josep Maria Barnadas i Mestres (Barcelona, 1867 - Alella, 1939) fue un escultor y cooperativista agrícola español. De estilo modernista, se especializó en escultura aplicada a la arquitectura y en obras religiosas, funerarias y conmemorativas.

## Biografía

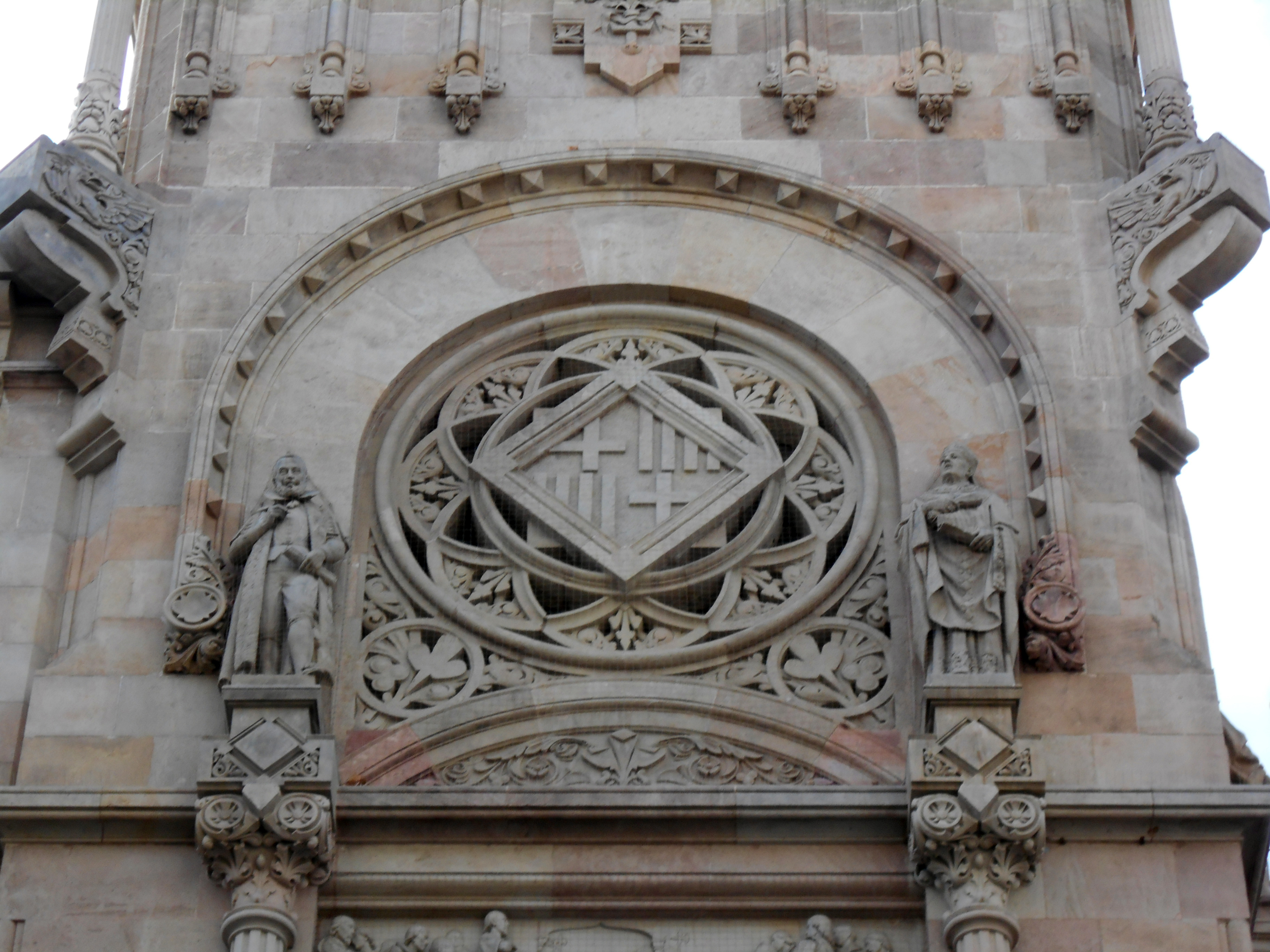
Esculturas de Miquel Ferrer, de Barnadas, y Vidal de Canyelles, de Francisco Pagés Serratosa, grupo del centro-izquierda de la calle Roger de Flor, Palacio de Justicia de Barcelona.

Estudió en la Escuela de Bellas Artes de Barcelona (la Lonja), donde fue discípulo de Agapito Vallmitjana. En 1893 ingresó en el Círculo Artístico de San Lucas. Entre 1898 y 1902 trabajó asociado a Joan Pujol, con el que formó la empresa Barnadas i Pujol, centrada en decoración y estatuaria. Colaboró con numerosos arquitectos de la época, como Enric Sagnier (casa Juncadella), Josep Puig i Cadafalch (casa Trinxet), Joan Martorell (relieve de la sede del Crédito Mercantil), Simó Cordomí (casa Blanxart, Ayuntamiento de Granollers, sede de la Caja de Ahorros de Sabadell) o Josep Goday (colegios Baixeras y Milà i Fontanals).
Fue también propietario rural e impulsor del movimiento cooperativista. Fundó la bodega Alella Vinícola, fue directivo de la Unió de Vinyaters de Catalunya y participó en diversos congresos de la Federació Agrícola Catalanobalear: Manacor (1907), Tarragona (1909) e Igualada (1913).
Intervino con otros escultores en la decoración escultórica del Palacio de Justicia de Barcelona, donde elaboró la estatua de Miquel Ferrer (1894).
En los años 1920 se centró en la temática religiosa, con obras como el Descenso de la virgen para la basílica de la Merced de Barcelona o la fuente de Cristo Rey situada frente al palacio de las Misiones de la Exposición Internacional de Barcelona de 1929.
Otras obras suyas fueron: seis relieves de bronce conmemorativos del cuarto centenario del descubrimiento de América en la puerta principal de la sacristía del monasterio de Montserrat (1892); la Purísima de la Antigua Casa Figueras (actual pastelería Escribà, en la Rambla, 1902); tres obras en el Rosario Monumental de Montserrat (La Presentación de Jesús en el Templo, del Cuarto Misterio de Gozo; El Hallazgo de Jesús en el Templo, del Quinto Misterio de Gozo; y El Pentecostés, del Tercer Misterio de Gloria); y diversas obras de arte funerario, como el sepulcro de Andreu Lloveras i Riera en el cementerio de Arenys de Mar (1896-1898) o el hipogeo Durall-Suris en el cementerio de Lloret de Mar (1903).

## Galería

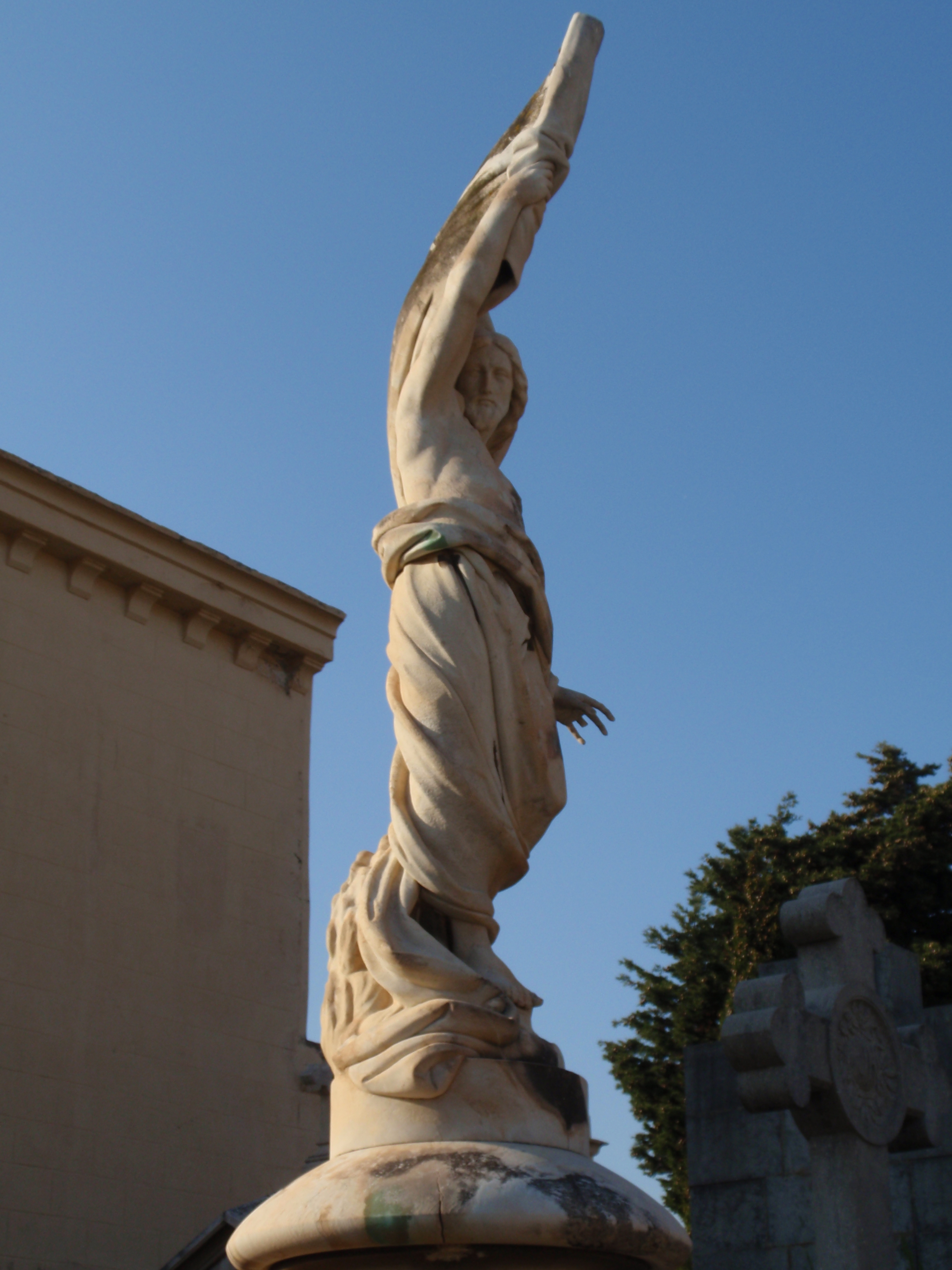
Sepulcro de Andreu Lloveras i Riera, cementerio de Arenys de Mar (1896-1898).
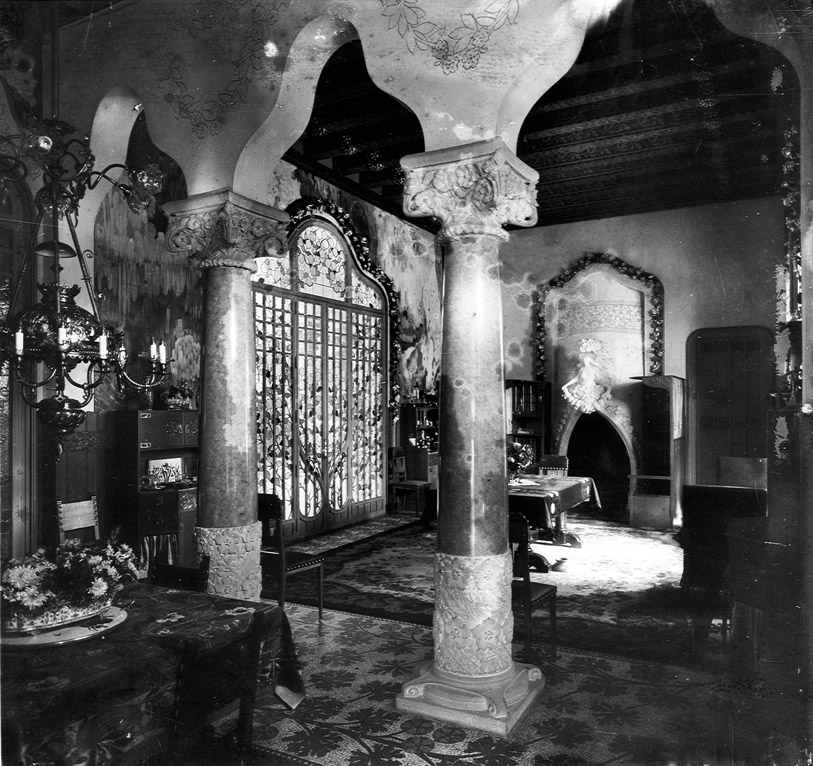
Columnas de la casa Trinxet.
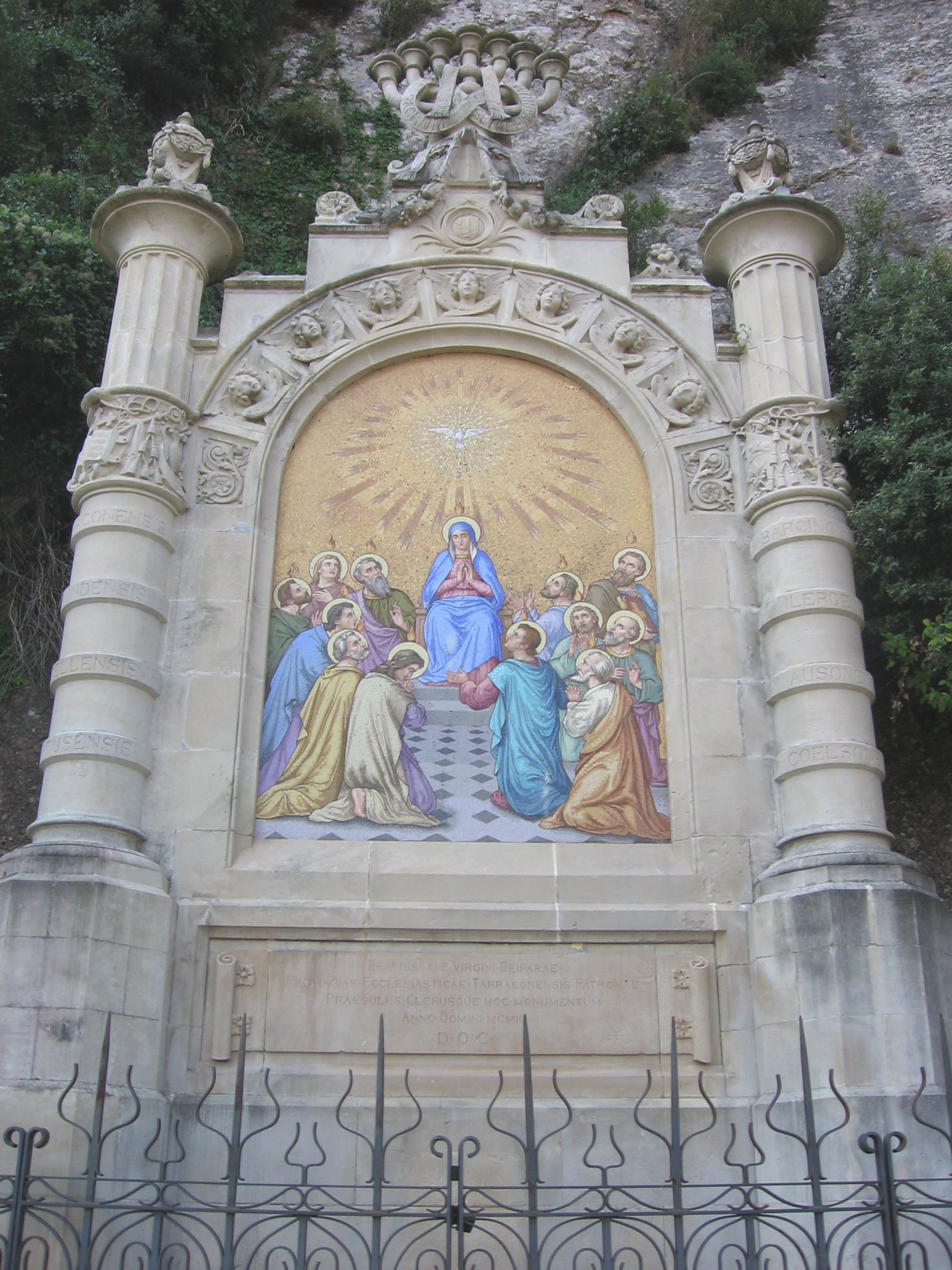
Tercer Misterio de Gloria: El Pentecostés, Rosario Monumental de Montserrat.
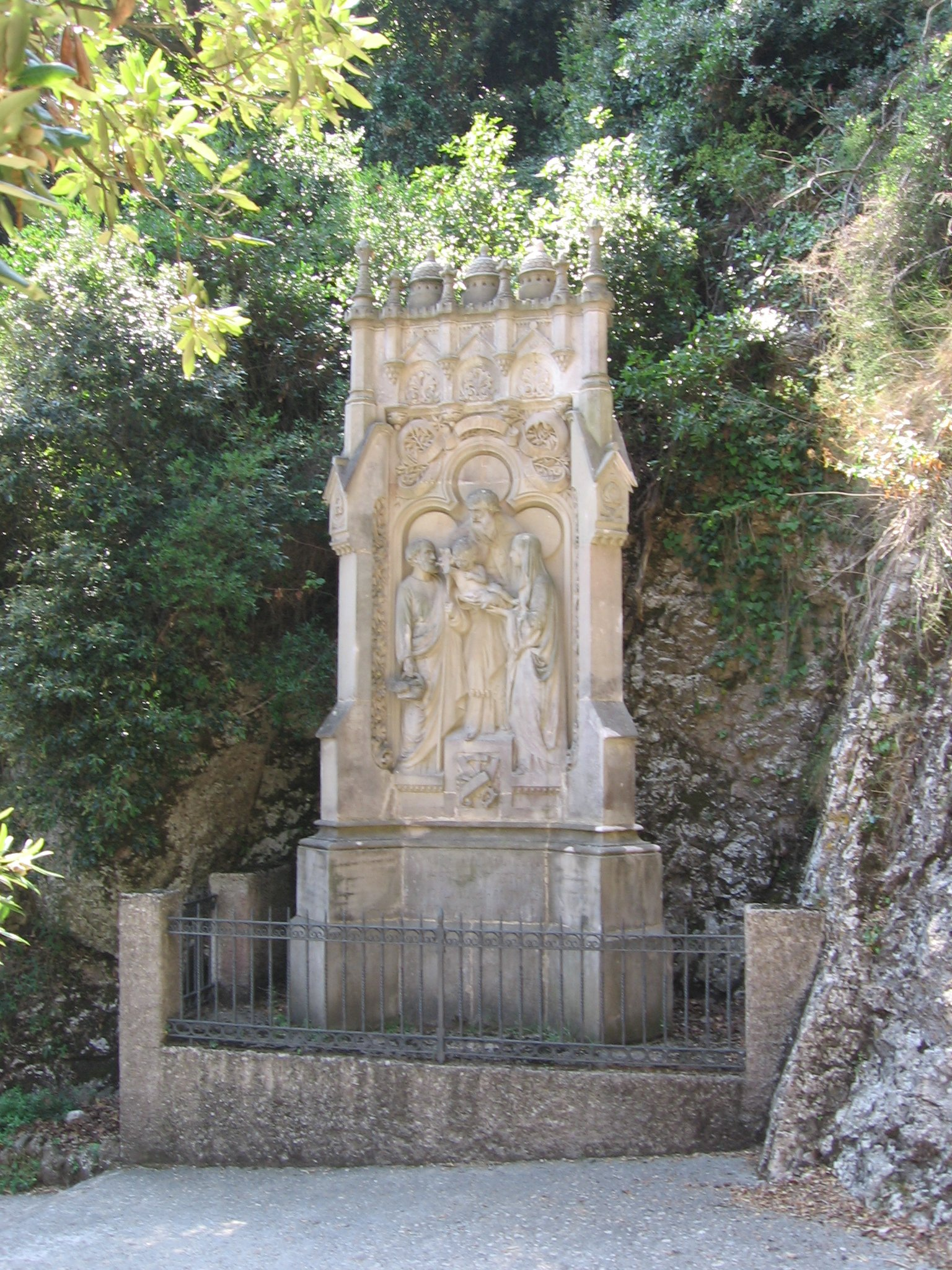
Cuarto Misterio de Gozo: La Presentación de Jesús en el Templo, Rosario Monumental de Montserrat.
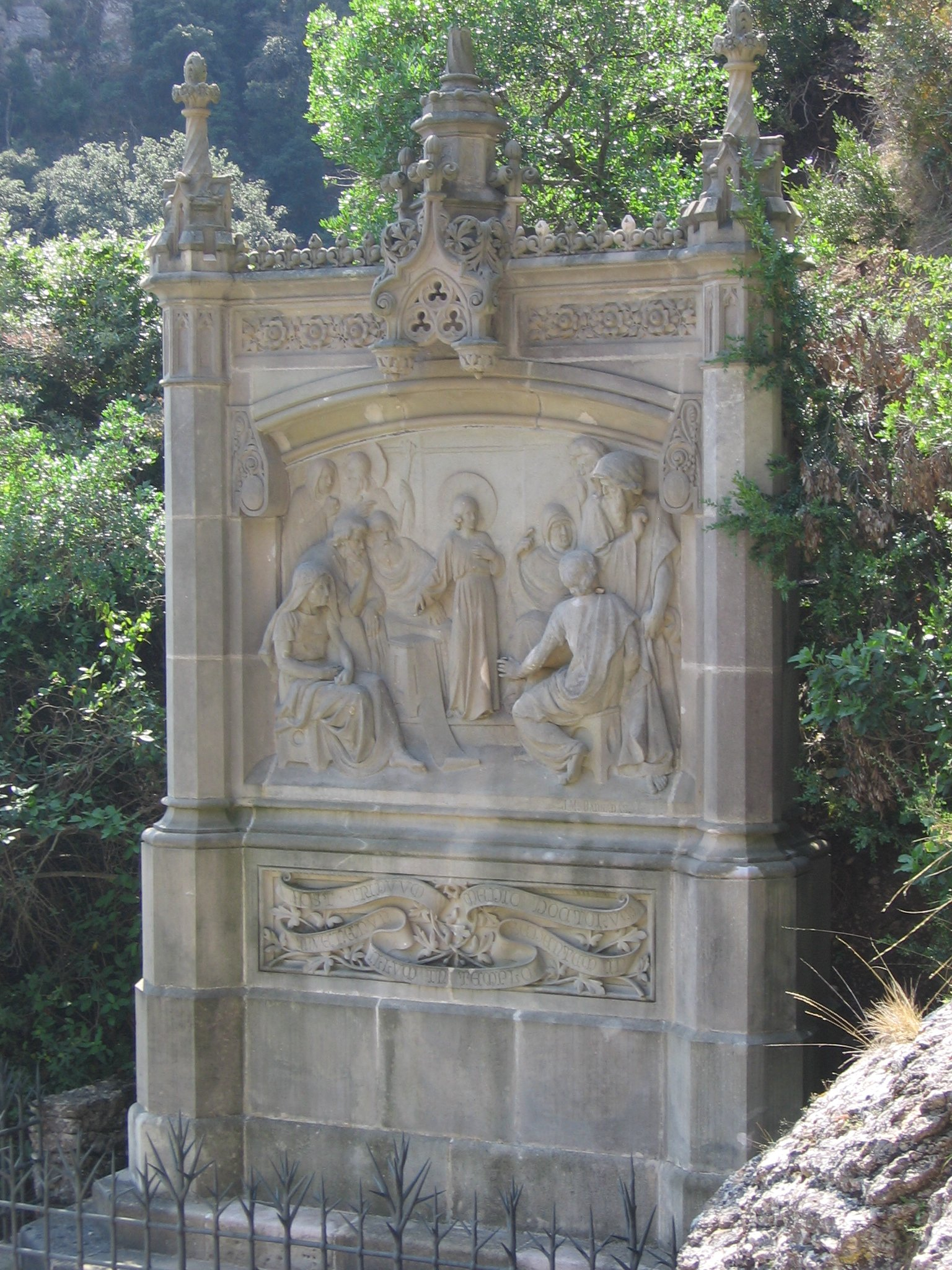
Quinto Misterio de Gozo: El Hallazgo de Jesús en el Templo, Rosario Monumental de Montserrat.